# Einar Lindqvist
Einar Laurentius "Linkan" Lindqvist, född den 31 maj 1895, död den 26 april 1972, Uppsala, var en svensk bandy- och ishockeyspelare som deltog i det svenska ishockeylandslagets första internationella turnering, OS 1920 i Antwerpen.
Einar "Linkan" Lindqvist spelade bandy för IFK Uppsala och var en av bandyns mer kända personer under början på 1900-talet, tillsammans med Sune Almkvist och Sven "Sleven" Säfwenberg. Han spelade flera landskamper i bandy och blev Stor grabb nummer 7.
Einar "Linkan" Lindqvist deltog i den första ishockeymatchen på svensk mark, då IFK Uppsala besegrar det tyska laget Berliner SC med 4-1 inför 2 022 åskådare på Stockholms Stadion den 30 januari 1921. Vid EM i ishockey samma år vinner Sverige, med Einar Lindqvist i laget, sitt första EM-guld genom en vinst över Tjeckoslovakien med 7-4 på Stockholms stadion.